# Вріндаванські Госвамі
Вріндаванські Ґосвамі — група видатних святих і філософів ґаудія-вайшнавської традиції індуїзму, які жили в Індії в XV — XVI століттях.
Титул Ґосвамі вказує на наближеність до господа або більш піднесене положення і статус.

## Значення Госвамі у вайшавізмі
Вріндаванські Ґосвамі були близькими учнями основоположника ґаудія-вайшнавізму Чайтан'ї Махапрабгу, який вважається об'єднаною аватарою Ради і Крішни. Більшу частину свого життя вріндаванські Ґосвамі провели у Вріндавані, де на них було покладено завдання відшукати загублені святі місця, пов'язані з лілами Крішни і скласти літературу з філософії ґаудія-вайшнавізму.
У Ґаудія-вайшнавізмі вріндаванські Ґосвамі вважаються нітья-сіддга, тобто «вічно звільненими душами», вони — Манджарі, близькі слуги і супутниці Радги та Крішни у духовному світі, хоча зовні вони поставали в ролі звичайних людей. Вони виконують високу служіння, створюючи найкращі умови для насолоди Радгі і Крішни. Знаходячись на землі, вони сприяли Чайтані, роблячи його місію доступною для кожного. Вони звеличуються в ґаудія-вайшнавської традиції за своє повне зречення від фізичного комфорту і задоволень заради практики бгакті-йоґи.
Вріндаванські Ґосвамі надихнули будівництво ряду важливих храмів у Вріндавані, присвячених Радзі і Крішні.
«Чайтан'я-чарітамріта» описує шістьох Госвамі як окрему групу, сам термін «шість Госвамі» вперше використаний в поезії Нароттама Дасаєв Тгакура. Пізніше він зустрічається в творах Шрініваса Ачарйі і нових поколінь його послідовників.
Шість Госвамі Вриндаван надихнули будівництво ряду важливих храмів у Вріндавані, присвячених Радзі і Крішні.

## Знайомство Шрі Чайтанйі з шістьма Госвамі
За винятком історії з Джіва Госвамі, знайомство Шрі Чайтанйі із шістьма Госвамі відбувалося в такій послідовності: першим він зустрів у Шантіпуре Рагхунатха Даса, потім в Південній Індії — Гопала Бхатті, далі в Рамакелі — Рупу і Санатана, і останнім у Бенаресі на шляху до Вриндаван — Рагхунатха Бхатті.
Шість Госвамі — це не тільки святі найвищого рівня, вони також є Манджаро. Терміном Манджаро вайшнави-чайтанйіти користуються в тих випадках, коли хочуть описати найбільш близькі з усіх можливих, відносини між відданими і Крішною. Манджаро — особливий вид гопі, причетних до інтимних ігор Крішни. А кажучи більш точно, це спеціальні (особливі) дівчата-повірниці (сакхі) Радгі. Такі гопі беруть участь у виконанні вищих бажань Крішни, служачи Божественної Паре в найпотаємніші моменти Їх розваг.
- Рупа Госвамі = Рупа Манджаро
- Санатана Госвамі = Раті або Лабанга Манджаро
- Рагхунатха Бхатті Госвамі = Рага Манджаро
- Рагхунатха Даса Госвамі = Раса або Раті або Туласа Манджаро
- Джіва Госвамі = Віласом Манджаро
- Гопала Бхатті Госвамі = Ананда або Гуна Манджаро

До наведеного переліку часто додають Локанатха Госвамі, якого вважають інкарнацією Манджулалі Манджаро (або Ананди Манджаро) і Крішнадаса Кавіраджа, званого інкарнацією Кастурі Манджаро.
 «Я в глибокій повазі схиляюся перед шістьма Госвамі — Шрі Рупою Госвамі, Шрі Санатаною Госвамі, Шрі Рагунатхою Бхатті Госвамі, Шрі Рагунатхою Дасом Госвамі, Шрі Джівою Госвамі і Шрі Гопали Бхатті Госвамі, які глибоко пізнали Господа Чайтанйу і тому чудово описують Його трансцендентні якості. Вони можуть очистити всі обумовлені душі від наслідків їх гріховної діяльності, проливши на них дощ трансцендентних пісень про Говинд. Вони рятують живі істоти з всепожираючій пащі звільнення і володіють мистецтвом поглиблювати океан трансцендентного блаженства». 